# U-Bahnhof Alter Teichweg
Der U-Bahnhof Alter Teichweg ist eine Haltestelle der Hamburger U-Bahn-Linie U1 im Stadtteil Dulsberg. Das Kürzel der Station bei der Betreiber-Gesellschaft Hamburger Hochbahn lautet „AT“. Täglich steigen im Durchschnitt etwa 8.500 Personen ein oder aus. (Mo–Fr, 2019).

## Struktur und Lage
Die Station liegt unter der Nordschleswiger Straße im Bereich der Kreuzung mit dem namensgebenden Alten Teichweg. Die beiden etwa 120 Meter langen Seitenbahnsteige befinden sich in zweifacher Tieflage in einem gemeinsamen hohen Tunnel mit tragenden Säulen zwischen den Gleisen. Am Nordende führen feste Treppen und Rolltreppen zu einem Verteilergeschoss in einfacher Tieflage. Dieses ist über drei weitere Treppen und einen Aufzug von der Oberfläche zu erreichen.
Zwischen den Treppen zu den Bahnsteigen befindet sich über den Gleisen eine Kanzel zur Abfertigung der Züge durch einen Haltestellenwärter. Nachdem diese Aufgabe bei der Hamburger U-Bahn heute durch den Fahrer selbst übernommen wird, ist die Kanzel seit etwa 2002 außer Funktion und wird nicht mehr benutzt.
Die Station wurde nach Entwürfen des Architekten Fritz Trautwein gebaut.

## Geschichte
Die Haltestelle Alter Teichweg wurde als Teil des letzten Abschnitts der sogenannten Wandsbeker U-Bahn errichtet. Der Bau begann hier im Jahr 1961. Im August 1963 konnte der U-Bahnhof in Betrieb genommen werden. Größere Umbaumaßnahmen wurden an dieser Station seitdem nicht durchgeführt, so dass sie sich noch weitgehend im Ursprungszustand befindet. Lediglich die Fahrkarten-Verkaufsstelle und die Sperrenanlage in der Verteilerebene sind entfernt worden. Die ersten Einzelpreis-Fahrkartenautomaten für die verschiedenen Preisstufen dort wurden durch zwei Mehrpreis-Automaten ersetzt.
Am Südende der Bahnsteige wurde – nach dem Brand im Berliner U-Bahnhof Deutsche Oper, bei dem der Fluchtweg zum einzigen Ausgang der Station abgeschnitten war – ein Notausgang geschaffen. Er befindet sich am Bahnsteig Richtung Wandsbek-Gartenstadt. Vom anderen Bahnsteig aus ist der Notausstieg über einen Notgleisübergang erreichbar, für den die Stromschiene unmittelbar hinter dem Bahnsteig einige Meter unterbrochen ist.

## Barrierefreiheit
Seit dem 21. Oktober 2019 gilt der U-Bahnhof als barrierefrei. Für den barrierefreien Zugang wurde die nordwestliche der vier Treppen aus der Zwischenebene zur Oberfläche dauerhaft geschlossen. An der Stelle des Treppenzugangs gibt es einen Aufzug von der Straßen- in die Zwischenebene. Aus der Zwischenebene führen Aufzüge zu den beiden Bahnsteigen. Sie entstanden an der Stelle der bisherigen Rolltreppen, die dadurch wegfielen. Die Bahnsteige wurden teilweise auf das Niveau der Zugtüren erhöht, um einen stufenlosen Einstieg zu ermöglichen. Die gesamte Anlage bekam ein taktiles Leitsystem.

## Anbindung

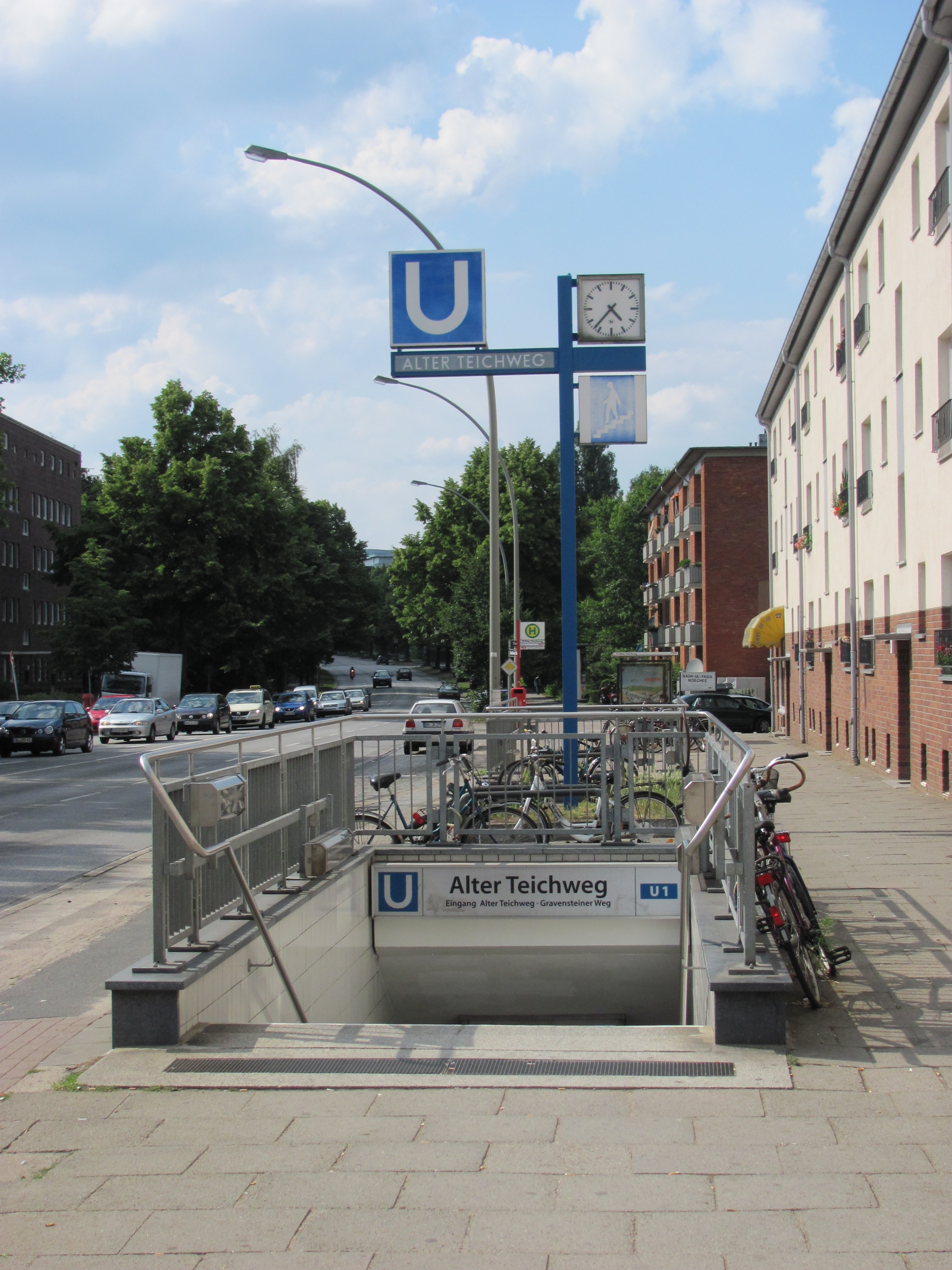
Eingang

Es besteht Übergang zu den Metrobus-Linien 23 (Niendorf Markt - Barmbek - Dulsberg - Wandsbek Markt - Billstedt) und 28 (Lufthansa-Basis - Alsterdorf - S-Bahnhof Rübenkamp -  City Nord -  Dulsberg - Wandsbek Markt). Die Anlage verfügt über insgesamt 58 Radstellplätze für Bike and ride, davon befinden sich 4 in abschließbaren, vermieteten Boxen und 54 unter freiem Himmel an Bügeln.
Etwa 150 m vom U-Bahnzugang entfernt besteht eine Station von StadtRAD Hamburg.
| Linie | Verlauf |
| ----- | --- |
| U 1   | Norderstedt Mitte – Richtweg – Garstedt – Ochsenzoll – Kiwittsmoor – Langenhorn Nord – Langenhorn Markt – Fuhlsbüttel Nord – Fuhlsbüttel – Klein Borstel – Ohlsdorf – Sengelmannstraße (City Nord) – Alsterdorf – Lattenkamp (Sporthalle) – Hudtwalckerstraße – Kellinghusenstraße – Klosterstern – Hallerstraße – Stephansplatz (Oper/CCH) – Jungfernstieg – Meßberg – Steinstraße – Hauptbahnhof Süd – Lohmühlenstraße – Lübecker Straße – Wartenau – Ritterstraße – Wandsbeker Chaussee – Wandsbek Markt – Straßburger Straße – Alter Teichweg – Wandsbek-Gartenstadt – Trabrennbahn – Farmsen – Oldenfelde – Berne – Meiendorfer Weg – Volksdorf / Streckenast Ohlstedt – Buckhorn – Hoisbüttel – Ohlstedt \ Streckenast Großhansdorf – Buchenkamp – Ahrensburg West – Ahrensburg Ost – Schmalenbeck – Kiekut – Großhansdorf |